# Ekor Anders
Ekor Anders Andersson, född 30 september 1898 i Älvdalens socken, Dalarna, död 8 december 1983 i Älvdalen, var riksspelman samt bonde från Evertsberg i Älvdalen i norra Dalarna.

## Biografi
Ekor Anders föddes som enda barnet till Eckor Anders Andersson (1848–1933) och modern Håll Anna Andersdotter (1858–1908). Föräldrarna var förhållandevis gamla när de fick sin son, och modern gick bort tidigt när Ekor Anders bara var 9 år. Gårdsnamnet Ekor (även Eckor, Ekorr) är förmodligen ursprungligen ett soldatnamn och liktydigt med djuret ekorre. Han växte dock upp på Buskgården (älvdalska: Buoskby) på Digeråsen i Evertsberg, och kallades därför gemenligen Busk Anders av människor i byn. 1923 brann Buskgården ned till grunden och byggdes upp igen på samma plats. 1933 dog fadern, och Ekor Anders kom därefter att bo på gården ensam i resten av sitt liv.
Ekor Anders föräldrar spelade själva inget instrument, men hans far brukade tralla äldre låtar, och Anders började själv spela munspel. Senare började han spela fiol och tog lektioner av spelmannen Pål Karl Persson (1857–1936) i utbyte mot hjälp med sysslor på gården. Enligt folkmusikern Anders Rosén ska Ekor Anders spel ha haft en västligare prägel än många andra älvdalsspelmän såsom Tolv Manne, Lars Orre och Kristina Ståhl-Cedervall. Evertsberg är den västligaste byn i Älvdalen, och hans spelstil har flera likheter med folkmusiken i såväl Västerdalarna som i Orsa.
I början av 1970-talet under folkmusikvågen, blev Ekor Anders plötsligt en förebild för många unga folkmusiker, och han ska ha blivit föryngrad över alla dessa nya kontakter och det erkännande som detta innebar framåt slutet av sitt liv. Detta ledde till inspelningen av en LP-skiva 1975, och som gjorde Ekor Anders känd för en större publik.
Han tilldelades Zornmärket i guld 1976, när märket firade 70 år, och fick således även ett erkännande från den officiella spelmansrörelsen. 1983 tilldelades han Älvdalens kommuns kulturpris för sin musik och för sitt bevarande av evertsbergsmålet. Han hade ett stort intresse för djur och växter och dokumenterade de lokala namnen på dessa.
I början av 1970-talet var han lärare till riksspelmannen Lena Willemark, som också kommer från Evertsberg.

## Utmärkelser
- Zornmärket i guld 1976, vid Månstäpp i Gesunda, Mora.
- Älvdalens kommuns kulturpris 1983[7]

## Diskografi
- 1975 – Ekor Anders[8]
- 2006 – Ekor Anders spelar och berättar